# 대한민국 제18대 대통령 선거 노동자대통령선거투쟁본부 후보 선출
노동자 대통령 후보 선출 운동은 2012년 대통령 선거를 위해 사노위, 노혁추, 변혁모임 등 노동계 단체들이 연합해 노동자를 대변할 후보를 선출한 것을 말한다.
2012년 11월 11일, 노동자대통령선거투쟁본부는 노동자대통령 선출대회를 열고 2010년 1,895일 동안 굴삭기 고공 농성으로 기륭전자 불법파견 직원 정규직화를 이뤄낸 것으로 유명한 김소연 전 민주노총 금속노조 기륭전자 분회장을 대통령 후보로 선출했다.

## 과정
진보신당, 사회주의노동자정당건설 공동실천위원회 (사노위), 노동자혁명당 추진모임 (노혁추), 현장실천·사회변혁 노동자전선 (노동전선), 좌노회 (좌파노동자회) 등 5개 단체는 2012년 10월 12일 대표자회의를 갖고 '대선투쟁 공동기구 구성을 위한 기획단' 결성에 합의했다.
다음 날인 13일엔 변혁적 현장실천과 노동자계급정당 건설을 위한 추진모임(변혁모임)이 전국활동가대회를 개최하고 노동자 대통령 후보 선출을 결의했다.
이후 진보신당은 참여를 철회했으나, 노동자 대통령 후보 선출을 준비하던 각 단체들은 10월 25일 노동자대통령선거투쟁본부 준비위원회를 구성하고 대통령 후보 선정에 들어갔다.

## 후보자
10월 30일부터 31일까지 이틀 간 후보 추천을 진행한 결과, 변혁모임에서 추천한 김소연 전 민주노총 금속노조 기륭전자 분회장, 김정우 민주노총 금속노조 쌍용차 지부장, 이호동 전 발전노조 위원장 등 3명과 스스로 후보 등록을 한 우영흠 전 민주노동당 서울시당 노년위원장 등 네 명의 후보가 나왔다.
노동자대통령후보선출위원회는 네 사람의 후보와 각각 면담을 진행했는데, 우영흠 후보에게는 위원회의 후보 추천 기준 및 원칙에 맞지 않는다는 이유로 사퇴를 권고 받았으며, 김정우 후보와 이호동 후보는 김소연 후보에게 양보를 선언했다. 결국 위원회는 김소연 후보를 단독 후보로 추천했다.

## 결과
11월 10일에서 11일까지 이틀 간 선거인단 찬반 투표를 진행한 결과, 선거인단으로 등록한 1,117명 중 1,115명이 찬성하고 2명이 반대하여 김소연 후보가 공식적으로 대통령 후보에 선출되었다.
| 투표 | 표수  | %    |
| ---- | ----- | ---- |
| 찬성 | 1,115 | 99.8 |
| 반대 | 2     | 0.2  |
| 전체 | 1,117 | 100  |

이에 따라 노동자대통령선거투쟁본부는 11월 11일 정오 서울 대한문에서 노동자대통령 선출대회를 열고 제18대 대통령 선거에 출정을 선언하였다.

## 같이 보기
- 대한민국 제18대 대통령 선거
- 대한민국 제18대 대통령 선거 새누리당 후보 경선
- 대한민국 제18대 대통령 선거 민주통합당 후보 경선
- 대한민국 제18대 대통령 선거 통합진보당 후보 경선
- 대한민국 제18대 대통령 선거 진보정의당 후보 선출